# Psammodromus edwarsianus
Psammodromus edwarsianus är en ödla i släktet sandlöpare som förekommer i sydvästra Europa. Populationen infogades fram till 2010-talet som underart eller synonym i spansk sandlöpare (Psammodromus hispanicus). Artepitet i det vetenskapliga namnet hedrar zoologen H. Milne Edwards. Typexemplaret hittades i den historiska regionen Languedoc i låglandet.
Arten har i motsats till spansk sandlöpare en extra fjäll på varje sida av huvudet. Jämfört med Psammodromus algirus är ödlan mindre.
Denna sandlöpare förekommer i östra Spanien och sydöstra Frankrike vid Medelhavet. Den lever i låglandet och i bergstrakter upp till 1700 meter över havet. Ödlan hittas i gräsmarker med örter, i buskskogar och sällan i öppna skogar med tallar och ekar. Vanligen är växtligheten lägre än 30 cm. Arten vilar mellan slutet av november och början av februari i gömstället. Vid särskilt varmt väder vilar den under sommaren. Psammodromus edwarsianus har en eller två parningstider per år. Vid varje tillfälle läggs 3 till 6 ägg. Hannar dör ofta efter första parningen. Den maximala livslängden är två år.
Lokala populationer hotas av landskapsförändringar. Några populationer i Frankrike är isolerade, vilket minskar den genetiska mångfalden. I vissa regioner förekommer 9 till 26 exemplar per hektar. Hela populationen bedöms som stabil. IUCN listar Psammodromus edwarsianus som livskraftig (LC).